# Signoria di S. Abramo
La Signoria di S. Abramo fu una suddivisione del regno crociato di Gerusalemme con capoluogo Hebron. Il suo territorio si estendeva a sud di Gerusalemme ed era governata da un vassallo del monarca.

## Storia
Fino all'XI secolo un califfato governava l'area, che era popolata in prevalenza da contadini di varie confessioni cristiane. Nel 1099 i crociati di Goffredo di Buglione conquistarono Hebron e la rinominarono "Castello di S. Abramo".
Goffredo ne fece una delle prime signorie del Regno, dandola in feudo a Gerardo di Avesnes. I crociati convertirono la moschea e la sinagoga in chiese ed espulsero gli ebrei che vi abitavano.
Come guarnigione cristiana del Regno di Gerusalemme, presto comandata da Tancredi, principe di Galilea, la sua difesa fu precaria essendo "poco più di un'isola in un oceano musulmano". 
Nel 1106 gli egiziani lanciarono una campagna militare, penetrarono nel meridione della Palestina e, nel 1107 riuscirono quasi a riconquistare Hebron dai crociati di Baldovino I di Gerusalemme, che guidò personalmente il contrattacco per respingere le forze musulmane.
Nel 1167 fu eretta la sede episcopale di Hebron insieme a quelle di Kerak e Sebaste (la tomba di Giovanni Battista).
La Signoria di S. Abramo ebbe alle proprie dipendenze la Signoria di Beth Gibelin, creata da Folco di Gerusalemme nel 1149, il cui signore era un valvassore di quello di S.Abramo. 
Poco dopo Hebron divenne un dominio reale e Beth Gibelin passò agli Ospitalieri.
Hebron era già stata sotto il controllo regio varie volte prima del 1149.
Il curdo musulmano Saladino prese Hebron nel 1187 e ridiede alla città il suo vecchio nome di Al-Khalil; Riccardo Cuor di Leone riconquistò Hebron poco tempo dopo.
Riccardo di Cornovaglia fu inviato dall'Inghilterra per risolvere la pericolosa faida tra Templari ed Ospitalieri, la cui rivalità metteva a repentaglio il trattato che garantiva la stabilità della regione, stipulato con il Sultano egiziano As-Salih Ayyub.
Egli riuscì ad imporre la pace nell'area ma, subito dopo la sua partenza, la faida esplose e nel 1241 i Templari violarono gli accordi effettuando una razzia su quella che era, al momento, la Hebron musulmana.
Nel 1260 il Sultano Baibars prese il controllo dell'area e stabilì il dominio dei Mamelucchi.

### La Grotta dei Patriarchi

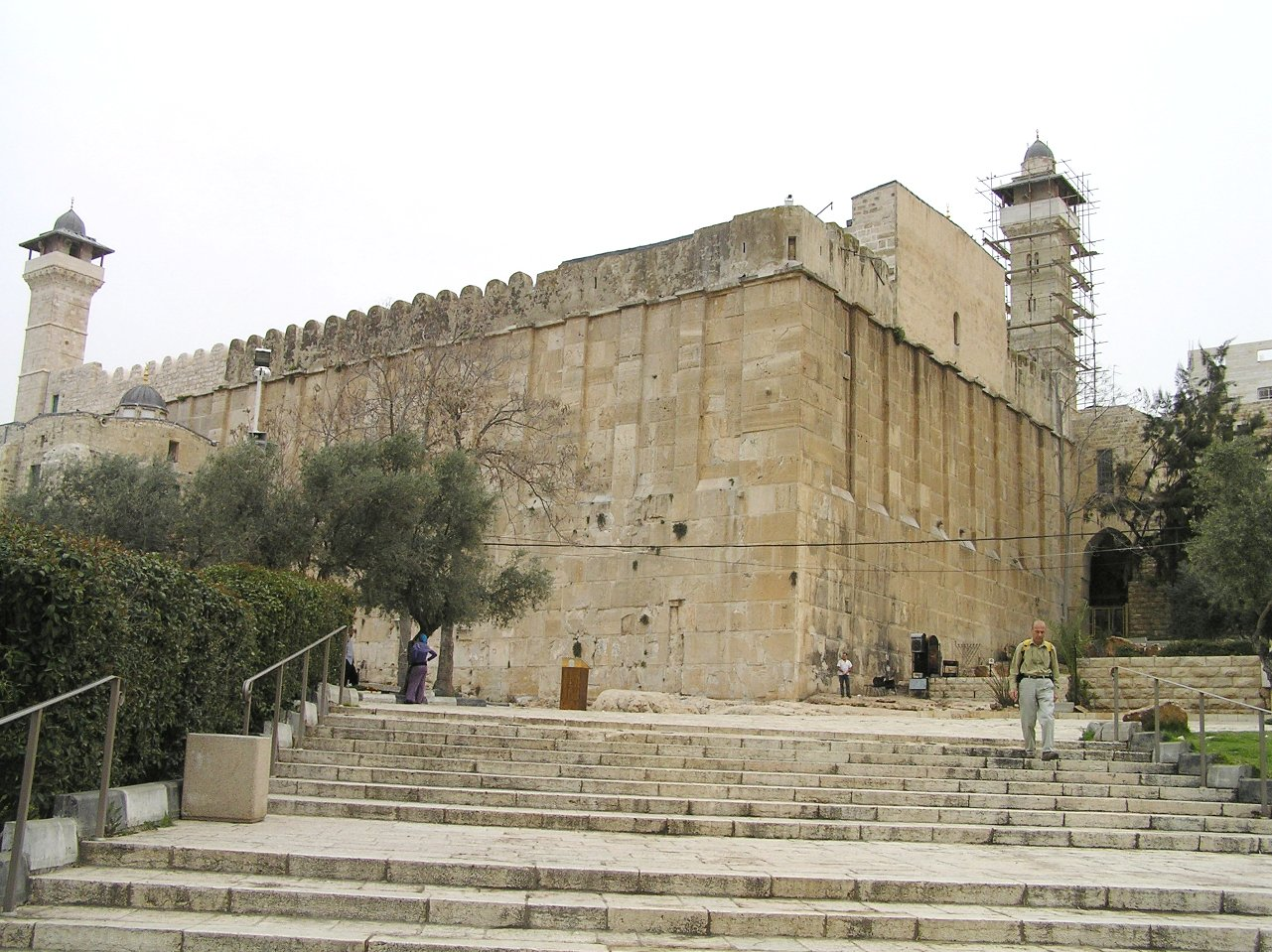
Complesso della Grotta dei Patriarchi a Hebron.

Ali ibn Abi Bakr al-Harawi nel 1173 scrisse che, durante il regno di Baldovino II di Gerusalemme nell'anno 1119, una parte della volta della Grotta dei Patriarchi era crollata e "alcuni ifranj erano penetrati all'interno" ed avevano scoperto "[i corpi] di Abramo, Isacco e Giacobbe ... i loro sudari erano caduti a pezzi, che giacevano appoggiati contro un muro...Allora il Re, dopo aver provveduto a nuovi sudari, fece nuovamente chiudere il luogo".
Il nobiluomo e storico damasceno Ibn al-Qalanisi, nella sua cronaca, pure allude alla scoperta, in questo periodo, di reliquie ritenute essere quelle di Abramo, Isacco e Giacobbe, una scoperta che suscitò un'accesa curiosità nelle tre comunità della Palestina: musulmana, ebrea e cristiana.
Nel 1170 Beniamino di Tudela visitò la città, che egli chiamò con il nome che gli avevano dato i crociati St. Abram de Bron;
egli ritenne che le strutture funerarie dei patriarchi fossero opera dei gentili ed osservò che i pellegrini desiderosi di vedere il "sepolcro dei padri" erano assoggettati a tasse esorbitanti.

### Signori di S. Abramo
- 1100-1101: Galdemar Carpenel
- Nel marzo 1100: Gerardo di Avesnes[9] ottenne feudi (terræ beneficia centum marcarum) a S.Abramo come remunerazione per i servizi svolti e, principalmente, per la sua recente prigionia[10].

- 1101-1102: Ruggero di Haifa
- 1102-1104 Demanio regio
- 1104-1107: Ugo I di S. Abramo[11]
- 1108-1118: Gautier Mahomet
- 1118-1120 Demanio regio
- 1120-1136: Baldovino di S. Abramo
- 1136-1149: Ugo II di S. Abramo
- 1149-1177 Demanio regio, castellano: Umfredo II di Toron
- 1177-1187: Rinaldo di Châtillon